# Crécy-au-Mont
Crécy-au-Mont är en kommun i departementet Aisne i regionen Hauts-de-France i norra Frankrike. Kommunen ligger  i kantonen Coucy-le-Château-Auffrique som ligger i arrondissementet Laon. År 2022 hade Crécy-au-Mont 323 invånare.

## Befolkningsutveckling
Antalet invånare i kommunen Crécy-au-Mont
Referens: INSEE